# 坂内村

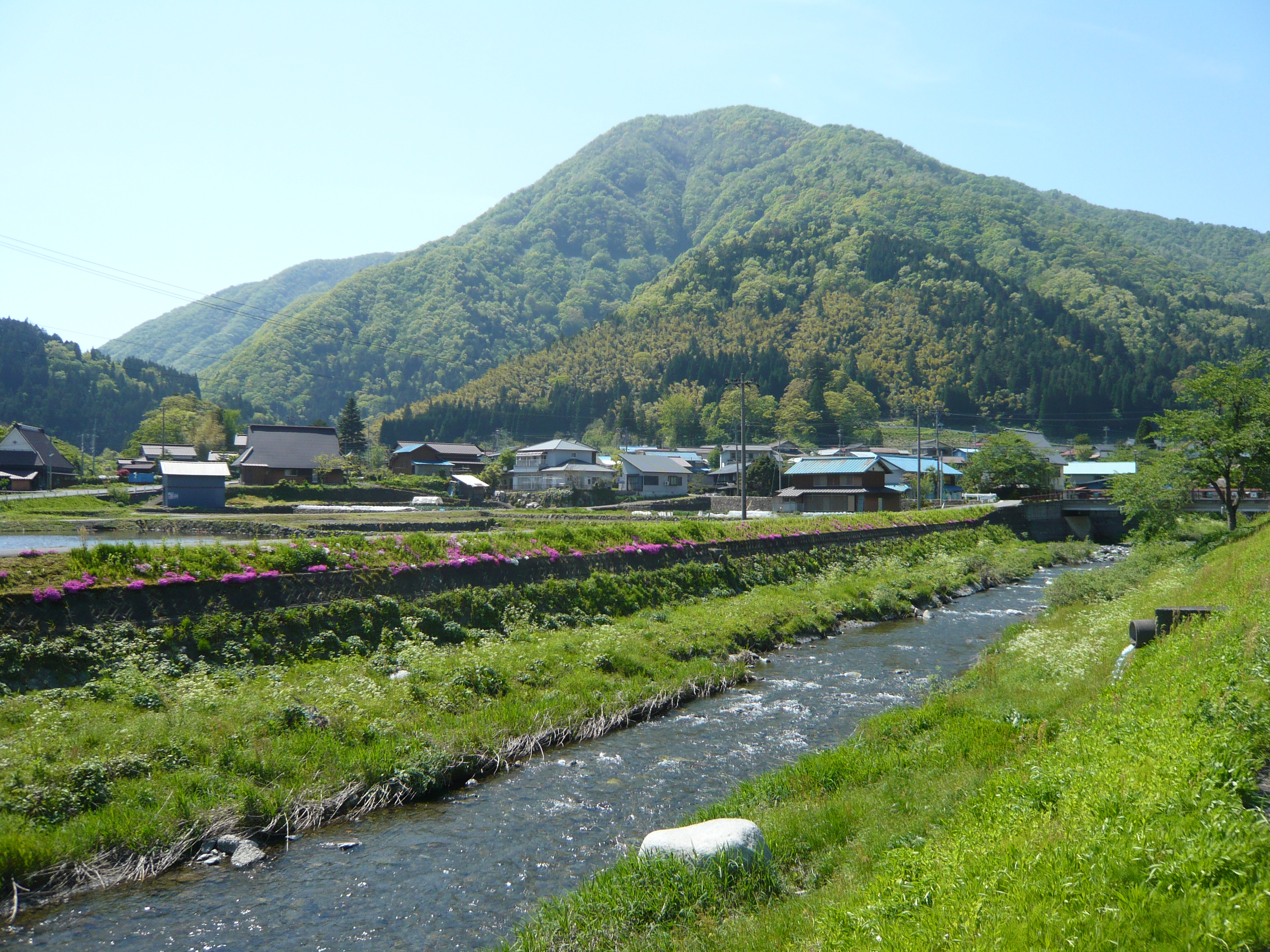
坂内村広瀬集落（西側）

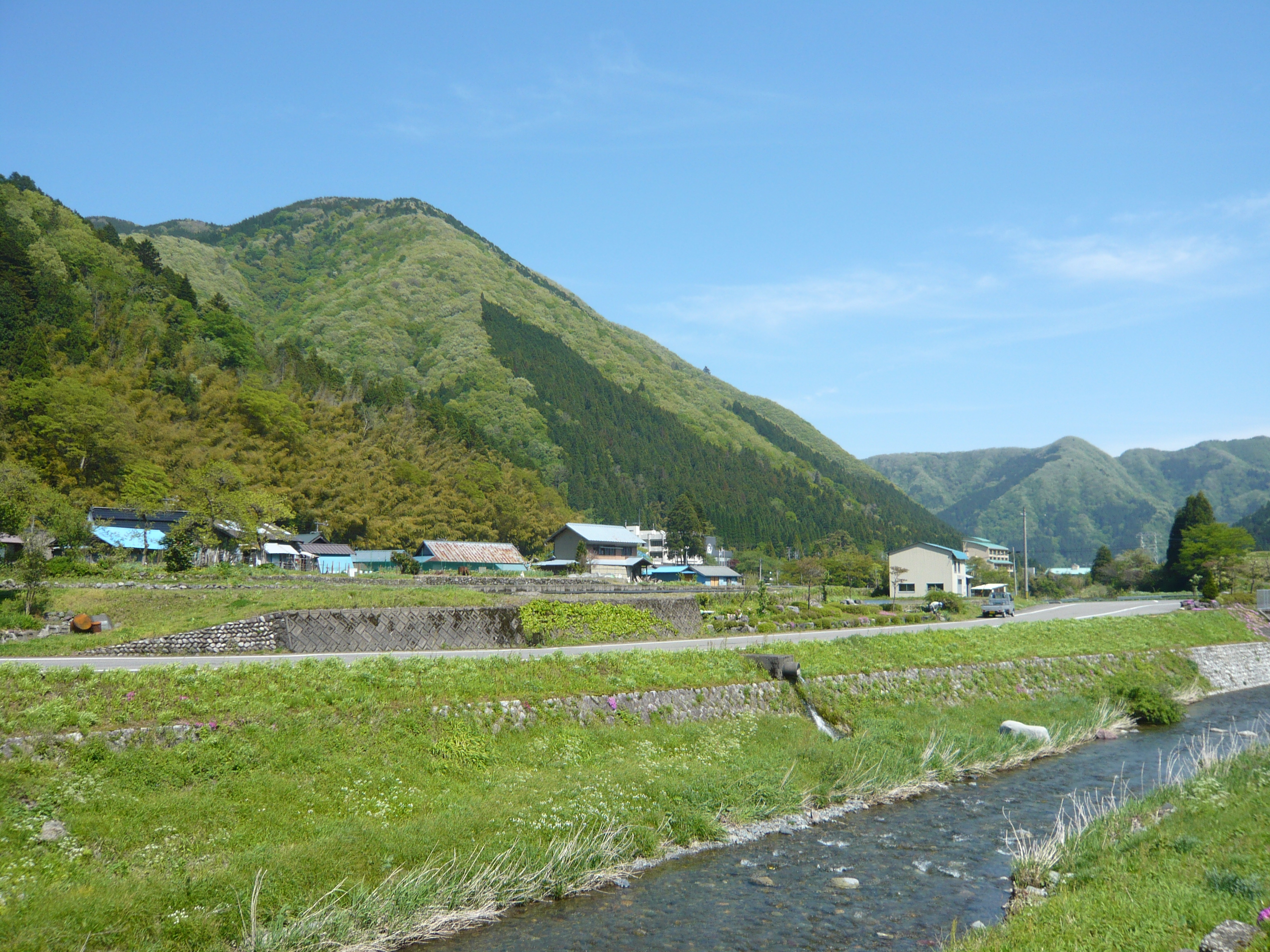
坂内村広瀬集落（東側）

坂内村（さかうちむら）は、岐阜県揖斐郡にあった村である。2005年1月31日に揖斐郡内の他5町村と合併し揖斐川町になった。

## 地理
岐阜・福井・滋賀の県境に位置している。

### 隣接していた自治体
- 揖斐郡久瀬村、藤橋村、春日村
- 福井県南条郡今庄町
- 滋賀県伊香郡余呉町、木之本町、東浅井郡浅井町、坂田郡伊吹町

## 歴史

### 沿革
- 1200年頃 集落ができ始める。
- 1600年頃 大垣藩領となる。
- 1897年（明治30年）4月1日 広瀬村・坂本村・川上村が合併し坂内村が成立。
- 2005年（平成17年）1月31日 揖斐郡内の他5町村と合併し揖斐川町になった。

## 行政
- 村長：新井弘文（1999年1月24日 - 2005年1月31日）

## 教育
- 坂内村立坂内小中学校

### 2005年以前に廃校となった小中学校
- 岐阜県立揖斐高等学校北部分校（1957年廃校）
- 坂内村立坂内中学校諸家分校（1953年廃校）
- 坂内村立坂内中学校川上分校（1957年廃校）
- 坂内村立坂内小学校諸家分校（1974年廃校）
- 坂内村立坂内小学校川上分校（1988年休校、1990年廃校）

## 交通

### 鉄道
- 坂内村内に鉄道路線なし

### 道路
高速道路
- 村内に高速道路はないが国道303号の八草トンネルを超えた先にある北陸自動車道の木之本インターが最寄りのインターである。

一般国道
- 国道303号
- 八草峠

主要地方道
- 岐阜県道40号山東本巣線

一般県道
- 岐阜県道274号揖斐高原線

道の駅
- 夜叉ヶ池の里さかうち

## 名所・旧跡・観光スポット
- 夜叉ヶ池
- 坂内バイクランド
コース走行料は無料だが、レース開催前2週間はコース整備のため走行不可。
- 揖斐高原坂内ゲレンデ（スキー場）
坂内ゲレンデはゆるやかで短めのゲレンデである。
- 遊らんど坂内スキー場
1990年に坂内村が開設[1]。2005年の合併後は揖斐川町が管理し、坂内運営組合が指定管理者となったが、2009年に閉鎖[1]。
- 坂内民俗資料館